# 라파엘 코레아
라파엘 비센테 코레아 델가도(스페인어: Rafael Vicente Correa Delgado, 문화어: 라파엘 꼬레아, 1963년 4월 6일~)는 에콰도르 공화국 정치인으로, 2017년 5월 24일까지 대통령직을 수행했다. 미국에서 수학한 경제학자이며, 재무 장관을 지낸 바 있다. 2006년 11월 26일 대통령 결선 투표에서 56.67%를 득표해 바나나 부호 알바로 노보아를 누르고 당선되었다. 2009년 새 헌법에 따라 치러진 선거에서 루시오 구티에레스 전 대통령을 누르고 재선하였으며, 2013년 대선에서 은행가 출신의 기예르모 라소를 누르고 압도적인 표차로 3선에 성공하였다. 그는 2008년 12월 국가 채무가 도덕적이지 못하고 비리로 더럽혀져 있으며, 국제 사법 재판소에서 채권자들과 싸우겠다고 공언하면서 채무 불이행을 선언했다.

## 생애
1963년 에콰도르 제2의 도시 과야킬에서 태어났다. 1987년 과야킬의 산티아고 가톨릭 대학(Universidad Católica de Santiago de Guayaquil)에서 코레아는 경제학 학위를 얻었다. 그 뒤 코레아는 코토팍시 주의 가톨릭 수도회 살레시오회 산하의 복지관에서 1년동안 자원봉사로 일하면서 안데스 지역의 토착민 대다수가 쓰는 케추아어를 약간 배웠다. 스페인어와 더불어 그는 프랑스어, 케추아어, 영어를 구사한다.
1991년 6월 그는 벨기에의 루뱅 가톨릭 대학교에서 경제학 석사 학위(Master of Arts)를 받는다. 그리고 어바나-챔페인의 일리노이 대학교에서 공부하여 1999년 5월 석사 학위(Master of Science)를 취득했고 2001년 10월에 경제학 박사를 얻는다. 위싱턴 포스트에 따르면 코레아의 지도교수였던 일리노이 대학의 버너 베어는 그를 도와줬다고 한다. "그는 특정한 관점으로 시장을 인정했다 그러나 그는 시장을 내버려두면 부가 집중된다는 것을 알았다. 그는 어리석은 짓을 하지 않을것이다... 왜냐하면 그는 개방적인 사람이기 때문이다."
2005년 코레아는 알프레도 팔라시오 전 대통령 행정부에서 재정경제부 장관에 오른다. 그가 임직한 4개월 동안 코레아는 빈곤을 줄이고 경제적 주권을 지키는 데 옹호했다. 코레아는 미국과의 자유 무역 협정에 부정적이었으며 국제통화기금의 권고를 무시하고 에콰도르와 다른 라틴 아메리카 국가들과 협력을 증진했다. 그는 세계은행이 (원유 수입 안정 기금에 변화가 생겼다면서) 차관을 보류하자 팔라시오 행정부에서 사임했다. 코레아는 당시 8.5% 이자보다 더 낮은 이자로 채권을 발행하자고 주장하기도 했다. 베네수엘라가 새 발행 채권의 절반을 사게 될 것이었다. 코레아는 자신의 사직서에서 대통령이 충분히 권한을 위임해주었으나 그의 지원이 부족해서 사임하게 되었다고 주장했다.
에콰도르인의 신뢰를 받던 그가 사임했을 때 여론조사에서 코레아는 그 어떤 행정부 공무원보다 가장 높은 57% 지지율을 기록했다.

## 2006년 선거 운동
2006년 대선 운동이 시작하자 라파엘 코레아는 파이스 연립(Alianza PAIS, 조국주권고양운동)을 창당했다. 새 야당은 정치적 주권, 지역 통합, 에콰도르 빈민에 대한 경제적 지원을 주장했다. 가톨릭 교도였던 코레아 후보는 자신을 "좌파 인도주의자이자 기독교도"이며 21세기 사회주의를 지지한다고 밝혔다.
선거 기간 중 코레아는 에콰도르 헌법 개정을 위해 제헌 의회를 제안했다. 파이스 연립에서는 코레아가 신헌법 국민투표를 제안하여 의회에 후보자를 내지 않았다. 이에 따라 파이스 연립은 원내 정당이자 중도좌파 정당인 에콰도르 사회당과 제휴하게 되었다.
경제 정책면에서 코레아는 석유 산업에 대한 대대적인 개혁을 주장했다. 원유 수입에서 에콰도르 빈민에게 돌아가는 몫을 더 늘리자는 것이다. 그 다음으로는 디에고 보르하 전 재정경제부 장관이 입안한 탄화수소법을 개혁하자고 제안했다. 그는 에콰도르에서 현행 환경 및 투자 규정에 못 미치는 외국 석유회사를 비판했다. 한 인터뷰에서 코레아는 다음과 같이 말했다.
"많은 원유 거래가 이 나라의 올가미가 되고 있다. 다국적 기업이 생산하는 원유 5배럴 중 1배럴만 국가에 주고 나머지 4배럴은 그들 차지다... 절대 이를 받아들일 수 없다. 우리는 이 거래를 개정하고 재조정할 것이다." 그는 지역 은행에서 자산의 10% 이상은 해외 예금으로 빠져나가지 못하게 제한하는 등 재정 부문 개혁을 옹호했다.
코레아는 강제 채무 조정을 통해 에콰도르의 외채 부담을 줄일 전략도 제시했다. 그리고 사회 개발에 우선 순위를 두겠다고 말했다.
코레아는 최근의 에콰도르 대통령들 특히 하밀 마우아드의 신자유주의 정책을 비판했다. 그는 2000년 마우아드 전 대통령이 미국 달러화를 에콰도르의 법정화폐로 도입한 것을 비판했으며, 2006년 말 그는 이전의 달러 통화 정책을 무효화하는데 승인했다.
그는 무역 확대와 시장 개방에 찬성했으며 특히 남아메리카 경제 통합을 주장했지만, 당시 미국과 협상하고 있던 자유 무역에 대해서는 비판적이었다.
외교 정책에서 코레아는 에콰도르와 이웃나라 콜롬비아의 관계에 대해 언급한 바 있다. 그는 에콰도르가 콜롬비아의 내부 갈등에 휘말리지 말아야 한다고 강조했다. 2006년 10월 그는 콜롬비아 무장혁명군(FARC)이 에콰도르 국경으로 넘어오면 "추적해서 생포"하겠다고 덧붙였다. 또 그는 콜롬비아 무장혁명군의 게릴라 활동을 비난했다. 그러나 나중에 대통령이 되자 콜롬비아 경찰은 코레아가 콜롬비아 무장혁명군과 관련이 있다고 주장하며 비난했으나 코레아는 이를 부정했다.
그는 에콰도르-베네수엘라 관계에 대해서도 언급한 바 있다. 2006년 8월 코레아는 우고 차베스를 개인적 친구라고 생각하지만, 에콰도르 언론에 자신은 베네수엘라 볼리바르 운동의 일부가 아니라고 말하기도 했다. 차베스가 조지 W. 부시를 사탄에 비유하자, 코레아는 그것이 악마에게 공정하지 못하다고 말하기도 했다.
대미(對美) 관계에 대해서 코레아는 만타에서 엘로이 알파로 공군 기지에 미군 400명이 주둔하고 있는 미군 전진작전지역(FOL, Forward Operating Location, 흔히 "military base"라고 한다)을 폐쇄하겠다고 했다.
경제, 사회 정책 공약 뿐 아니라 코레아는 에콰도르 원주민과 토착어로 소통할 수 있었으므로 다른 대통령 후보자들과 차별화되었다. 그러나 10월 15일 선거에서 원주민이 집중된 지역 표의 상당 수가 루시오 구티에레스 전 대통령의 형제인 힐마르 구티에레스에게 쏠렸고, 이들 지역에서 코레아는 2위를 얻었다.

## 대통령 취임 이후
2006년 12월 4일 선거 재판소에서 라파엘 코레아는 에콰도르 대통령으로 판결이 났다. 2007년 1월 15일에 그는 56대 대통령으로 취임했다. 10년 전 압달라 부카람이 에콰도르를 뒤흔든 채무 위기 와중에 의회에 의해 축출된 뒤 일곱 번째로 맞는 대통령이었다. 코레아의 취임식에는 마무드 아마디네자드 이란 대통령과 펠리페 스페인 왕세자 등 수많은 각지 저명한 인사들이 대거 참석했다.
2007년부터 코레아 대통령은 이탈리아에 기반을 둔 정부간 기구인 안전과 평화를 위한 국제 의회의 부의장을 맡았다.

### 경제 정책
코레아 행정부에서는 국제통화기금이 자국의 경제 계획을 감시하는 협정에 서명하지 않겠다고 말했다. 2007년 2월에 코레아의 경제 장관 리카르도 파티뇨는 "과거 정부가 받아들인 국제통화기금의 간섭을 우리는 수용할 의사가 없다.", "우리로선 이는 수용할 수 없다"고 말하기도 했다. 다만 국제통화기금 회원국으로서 "4조"라고 하는 연례 보고서응 제출하기로 했다.

### 채무 불이행 선언
코레아는 아르헨티나 대통령 네스토르 키르츠네르의 예를 따라 에콰도르 GDP의 25%에 이르는 102억$의 대외 채무 재협상을 요구했다. 1월 15일 취임식 연설에서 코레아는 에콰도르의 대외 채무는 과거 군사 정권들과 계약한 것이므로 불법적이라고 주장했다. 또 그는 소위 "워싱턴 합의(Washington Consensus)도 비판했다. 코레아는 에콰도르 채무 이행을 거부하고 세계은행과 국제통화기금의 에콰도르 경제 조사를 중지하겠다고 위협했다. 2007년 4월 26일 과연 그는 에콰도르의 세계은행 감독관에 추방 명령을 내렸다.
| 전임 알프레도 팔라시오 | 제91대 에콰도르의 대통령 2007년 1월 15일 ~ 2013년 5월 17일 2013년 5월 17일~2017년 5월 24일 | 후임 레닌 모레노 |